# Microssono

Exemplo de uma onda alfa de eletroencefalografia (EEG)

Exemplo de uma onda teta EEG

Microssono é um episódio súbito e temporário de sono ou sonolência que pode durar alguns segundos, no qual um indivíduo deixa de responder a alguma entrada sensorial inesperada e fica inconsciente. Episódios de microsono acontecem quando alguém experimenta breves lapsos de consciência, perdendo e recuperando a consciência de maneira súbita e, muitas vezes, sem aviso prévio. Esses episódios também podem ocorrer durante transições repentinas entre os estados de vigília e sono. Em termos comportamentais, o microssono pode se manifestar como olhos caídos, fechamento lento das pálpebras e aceno de cabeça. Do ponto de vista elétrico, os microssonos são comumente caracterizados como uma alteração na eletroencefalografia (EEG), na qual a atividade de 4 a 7 Hz (onda teta) substitui a de 8 a 13 Hz (onda alfa) associada ao estado de vigília.
Episódios de microssono são comuns como consequência da privação de sono. No entanto, mesmo em indivíduos saudáveis que não estão privados de sono ou fatigados, esses episódios podem ocorrer durante tarefas monótonas. Alguns especialistas caracterizam o microssono com base em critérios comportamentais, como acenos de cabeça involuntários e pálpebras caídas, enquanto outros dependem de marcadores na eletroencefalografia (EEG). Como existem muitas maneiras de detectar o microssono em diversos contextos, há pouco acordo sobre a melhor forma de identificar e classificar os episódios de microssono.
O microssono apresenta um risco significativo quando ocorre em situações que demandam um estado de alerta contínuo, como dirigir automóveis ou operar máquinas pesadas. Indivíduos que passam por episódios de microssono frequentemente permanecem inconscientes desses lapsos, muitas vezes acreditando que estiveram acordados o tempo todo ou que perderam o foco temporariamente.